# Morciano di Leuca
Morciano di Leuca è un comune italiano di 3 018 abitanti  della provincia di Lecce in Puglia.
Situato nell'estremo lembo meridionale della penisola salentina, comprende anche la frazione di Barbarano del Capo e Torre Vado, quest'ultima situata sulla costa. Fa parte dell'Unione dei comuni Terra di Leuca. Dal 2016 fa parte dell'associazione Borghi Autentici d'Italia.

## Geografia fisica

### Territorio
Il comune di Morciano di Leuca è situato nella parte meridionale del Capo di Leuca. L'abitato si sviluppa a 130 metri sul livello del mare sulle ultime propaggini delle serre salentine che nel comune raggiungono l'altezza massima di 165 m s.l.m. e prendono il nome di Serra Falitte. La natura carsica del territorio favorisce la creazione di inghiottitoi generati da infiltrazioni nel sottosuolo di acque superficiali. È il caso delle due vore di Barbarano, Vora Grande e Vora Piccola, la cui profondità massima è rispettivamente di 34 e 25 metri.
Il litorale si presenta basso con insenature sabbiose intervallate da piatti scogli.

Il territorio comunale, che si estende su una superficie di 13,39 km², confina a nord con il comune di Alessano, a est con i comuni di Castrignano del Capo e Patù, a sud con il mare Ionio, a ovest con il comune di Salve.
- Classificazione sismica: zona 4 (sismicità molto bassa), Ordinanza PCM n. 3274 del 20/03/2003

## Clima
Dal punto di vista meteorologico Morciano di Leuca rientra nel territorio del basso Salento che presenta un clima prettamente mediterraneo, con inverni miti ed estati caldo umide. In base alle medie di riferimento, la temperatura media del mese più freddo, gennaio, si attesta attorno ai +16,8 °C, mentre quella del mese più caldo, agosto, si aggira sui +28,5 °C. Le precipitazioni medie annue, che si aggirano intorno ai 321 mm, presentano un minimo in primavera-estate ed un picco in autunno-inverno.
Facendo riferimento alla ventosità, i comuni del basso Salento risentono debolmente delle correnti occidentali grazie alla protezione determinata dalle serre salentine che creano un sistema a scudo. Al contrario le correnti autunnali e invernali da Sud-Est, favoriscono in parte l'incremento delle precipitazioni, in questo periodo, rispetto al resto della penisola.
| Salve                      | Mesi | Mesi | Mesi | Mesi | Mesi | Mesi | Mesi | Mesi | Mesi | Mesi | Mesi | Mesi | Stagioni | Stagioni | Stagioni | Stagioni | Anno |
| Salve                      | Gen  | Feb  | Mar  | Apr  | Mag  | Giu  | Lug  | Ago  | Set  | Ott  | Nov  | Dic  | Inv      | Pri      | Est      | Aut      | Anno |
| -------------------------- | ---- | ---- | ---- | ---- | ---- | ---- | ---- | ---- | ---- | ---- | ---- | ---- | -------- | -------- | -------- | -------- | ---- |
| T. max. media (°C)         | 18,6 | 21,4 | 23,1 | 25,7 | 29,8 | 32,2 | 33,6 | 33,6 | 33,1 | 26,7 | 23,0 | 19,2 | 19,7     | 26,2     | 33,1     | 27,6     | 26,7 |
| T. min. media (°C)         | 15,2 | 17,0 | 20,2 | 21,4 | 21,7 | 21,9 | 22,7 | 23,1 | 23,0 | 21,1 | 18,1 | 16,0 | 16,1     | 21,1     | 22,6     | 20,7     | 20,1 |
| Precipitazioni (mm)        | 36   | 34   | 32   | 27   | 21   | 17   | 17   | 14   | 26   | 34   | 31   | 32   | 102      | 80       | 48       | 91       | 321  |
| Umidità relativa media (%) | 79,0 | 78,9 | 78,6 | 77,8 | 75,7 | 71,1 | 68,4 | 70,2 | 75,4 | 79,3 | 80,8 | 80,4 | 79,4     | 77,4     | 69,9     | 78,5     | 76,3 |

- Classificazione climatica di Morciano di Leuca:[6]
  - Zona climatica: C
  - Gradi giorno: 1105

## Origini del nome
Il nome potrebbe derivare con molta probabilità dal termine latino murex con riferimento al tipo di terreno di natura rocciosa e collinare sul quale sorge l'abitato. Altre ipotesi suggeriscono una derivazione dal nome latino di persona Murcius o al fatto che in passato fosse un luogo per il deposito della merce.

## Storia
Morciano di Leuca, come tutta l'area della provincia, ha origini legate alla preistoria, perché l'intera Puglia presenta insediamenti umani sin dal periodo paleolitico.
La nascita del primo insediamento abitativo di Morciano di Leuca risale al IX secolo ad opera dei profughi della vicina città di Vereto distrutta dai Saraceni. Con l'avvento dei Normanni, il feudo venne donato nel 1190 da Tancredi d'Altavilla a Sinibaldo Sambiasi, i cui discendenti ne detennero il possesso fino al XIII secolo. In epoca angioina il casale passò a Riccardus Murchano al quale subentrò nel 1316 Guiscardo Sangiorgio che lo cedette nel 1335 a Gualtieri VI di Brienne.
Aggregato in un primo momento al comune di Patù, ottenne l'autonomia amministrativa il 1º agosto 1838. Nel 1894 guadagna la frazione di Barbarano del Capo amministrata fino a quel momento dal comune di Salve.

### Simboli
Lo stemma comunale è in uso anche se privo di formale decreto di concessione e si presenta di azzurro, al castello d'argento, torricellato di due pezzi, accostato da due stelle di otto raggi d'oro. Il gonfalone è un drappo di azzurro. 
Lo stemma rappresenta l'imponente castello fatto costruire  da Gualtieri VI di Brienne per scongiurare le mire espansionistiche di Francesco della Ratta Conte di Caserta.
In precedenza il comune utilizzava uno stemma in cui erano rappresentate tre montagne a richiamare il carattere semi-montuoso della zona, la lettera maiuscola "M" iniziale del toponimo, e due rami d'olivo simbolo della coltura principale del paese.

## Monumenti e luoghi d'interesse

### Architetture religiose

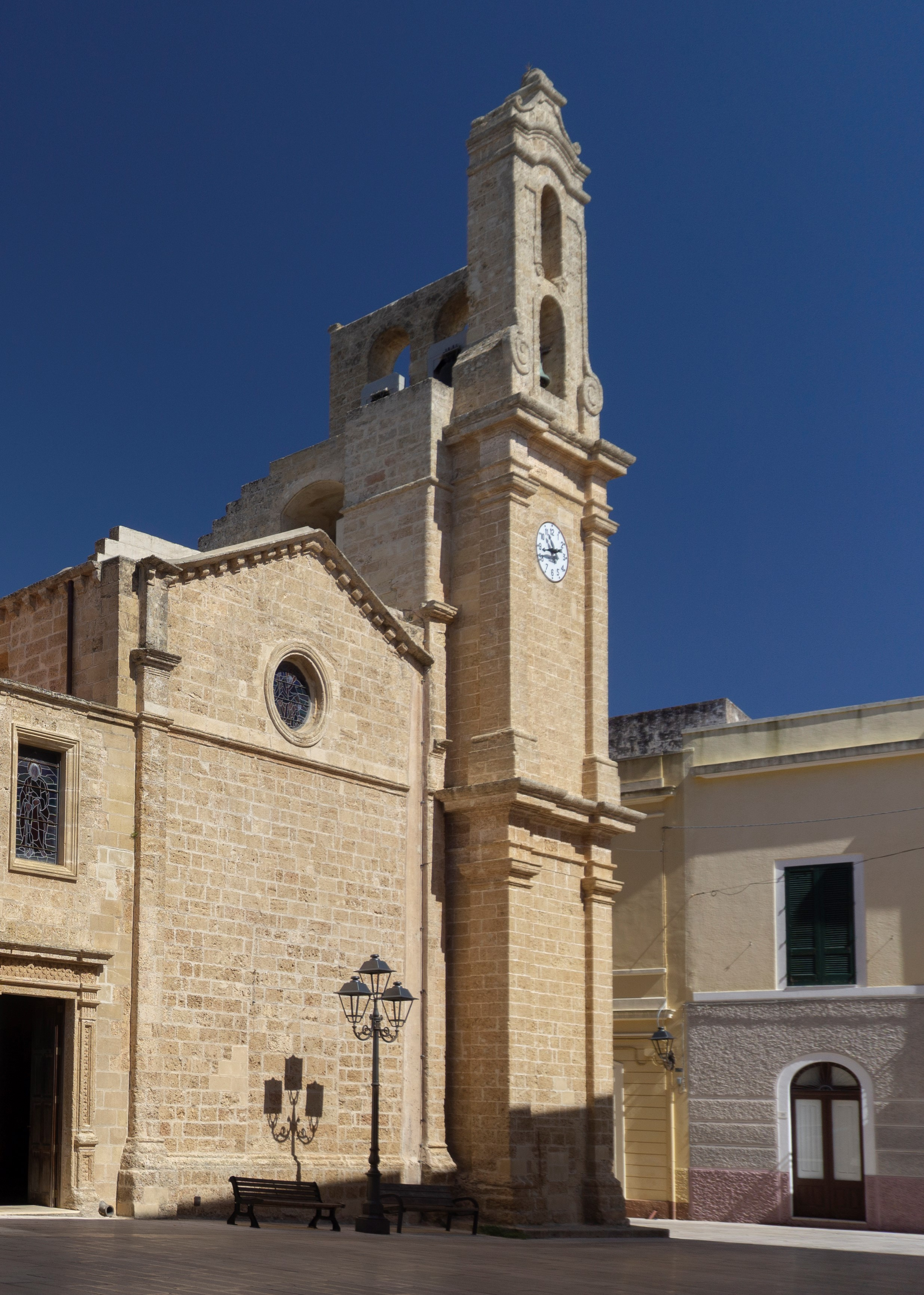
Campanile della chiesa madre con l'orologio

#### Chiesa madre di San Giovanni Elemosiniere
La Chiesa madre, dedicata a San Giovanni Elemosiniere, risale al XVI secolo e fu edificata su una preesistente struttura del tardo Medioevo. L'esterno presenta uno stile romanico con aggiunte barocche riscontrabili principalmente nel portale d'ingresso, ultimato nel 1576, e nel campanile del 1775, successivamente arricchito da un orologio. L'interno è a tre navate divise da pilastri; gli ultimi due sorreggono l'arco trionfale che separa l'area presbiterale dalla navata centrale. Le navate laterali ospitano pregevoli altari barocchi in pietra leccese sormontati da tele seicentesche e da statue. Interessante, dal punto di vista artistico, è il catino absidale nel quale i recenti restauri hanno riportato alla luce le originarie decorazioni cinquecentesche e gli affreschi raffiguranti la Vergine col Bambino e San Michele Arcangelo.
Nell'area prospiciente l'edificio sacro sono state individuate numerose tombe, risalenti ai secoli XIII-XIV, appartenenti molto probabilmente ad un'unica necropoli.

#### Chiesa del Carmine

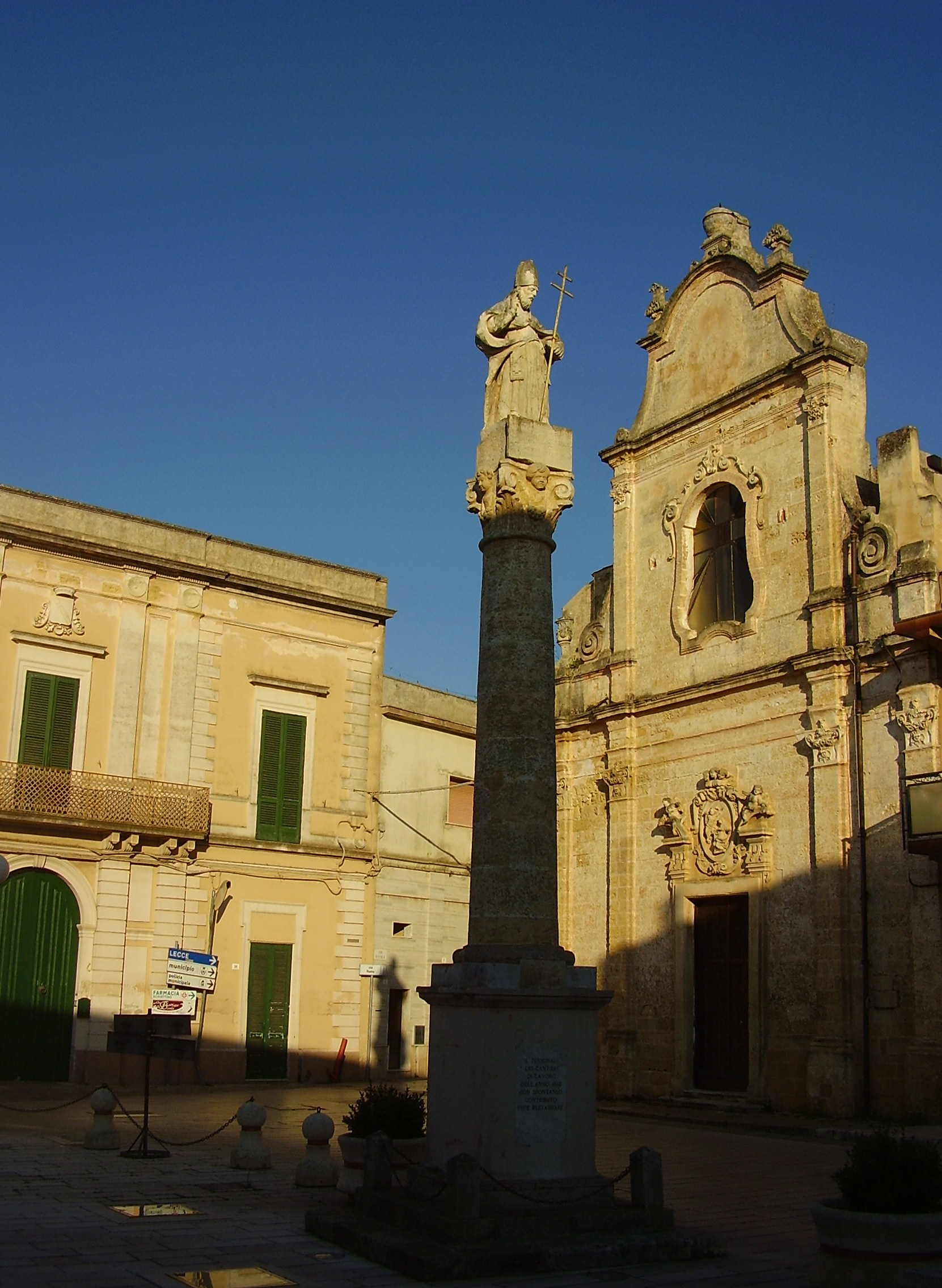
Chiesa del Carmine e colonna di San Giovanni

La Chiesa del Carmine, conosciuta anche come chiesa del Rosario per essere la sede dell'omonima Confraternita, fu edificata intorno al 1486 come riscontrabile nell'epigrafe posta sul lato nord dell'edificio. Voluta dal feudatario Ruggero Sambiasi, nel 1507 venne affiancata dal convento dei Carmelitani ingenuamente abbattuto nel 1967. La chiesa subì un radicale intervento di restauro nel 1597.
Presenta un prospetto barocco diviso in due ordini da una cornice e terminante con un frontone curvilineo. Il primo ordine, scandito da lesene con capitelli corinzi, accoglie il portale d'accesso elegantemente sormontato da un fregio raffigurante l'Annunciazione. Nel secondo ordine si apre, in asse col portale, un ampio finestrone. L'interno è a navata unica scandita da arcate ospitanti altari barocchi con relative tele seicentesche. La chiesa conserva un antico organo e statue in legno e in cartapesta di varie epoche.

#### Cappella della Madonna di Costantinopoli
La Cappella della Madonna di Costantinopoli risale alla seconda metà del XVI secolo e appartiene alla serie di edifici edificati in seguito alla Battaglia di Lepanto la cui vittoria fu attribuita alla Vergine. Presenta un semplice prospetto rettangolare, con portale e finestra centrali, sormontato da un campanile a vela. L'interno è costituito da un piccolo vano e custodisce un monolite rinvenuto a seguito di un intervento conservativo effettuato negli ultimi anni del Novecento. Sul monolite è raffigurata una cinquecentesca Madonna col Bambino a sua volta realizzata su un affresco databile al X secolo.

#### Altre strutture religiose
- Cappella di Santa Lucia – XIX secolo
- Cappella della Natività – XVII secolo situata nell'area cimiteriale

### Architetture civili

#### Frantoi ipogei
Numerosi sono i frantoi ipogei sparsi su tutto il territorio di Morciano di Leuca. Nel solo centro storico se ne contano diciotto e testimoniano la rilevante economia olearia di cui il paese viveva in passato. Alcuni di essi possono essere datati al IX secolo e molti furono ricavati mediante la semplice rottura dei granai di epoca messapica. Gran parte dei granai sono stati così distrutti ma alcuni sono ancora intatti e conservano la lastra originaria di chiusura.

### Architetture militari

#### Castello Castromediano – Valentini

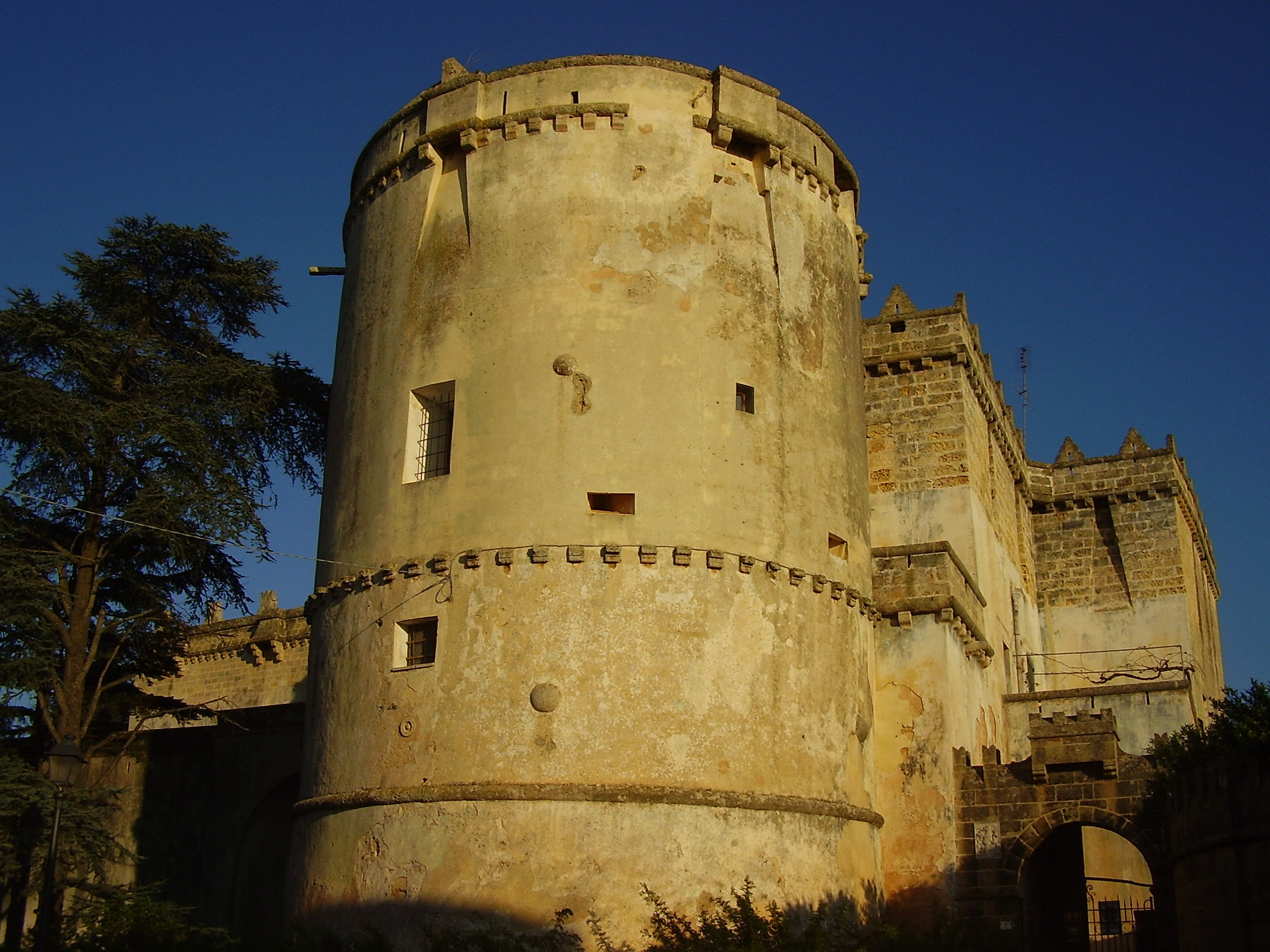
Castello Castromediano-Valentini

Il castello, uno tra quelli della provincia di Lecce, fu voluto da Gualtieri VI di Brienne nella prima metà del XIV secolo per scongiurare le mire espansionistiche di Francesco della Ratta, Conte di Caserta, che per matrimonio si era imparentato ai Conti Aunay di Alessano.
Presenta una pianta quadrangolare ai cui spigoli erano disposti quattro torrioni dei quali ne resta visibile solo uno in quanto due sono inglobati nelle murature esterne realizzate nel Cinquecento e il terzo fu abbattuto per far posto alla costruzione del Convento dei Carmelitani. La torre è di forma cilindrica suddivisa in tre piani: piano terra e primo piano sono divisi da un cordolo, mentre Beccatelli dividono il primo dal secondo, quest'ultimo caratterizzato dalla presenza di feritoie essenziali alla difesa con armi, olio bollente e bombarde. Il tutto termina con un altro cordone cilindrico e un tamburo rientrante.
Elementi caratterizzanti del castello sono i merli della cortina di coronamento la cui forma è quella del giglio di Francia. Il portale d'ingresso, difeso da una piombatoia, è sovrastato da cinque stemmi gentilizi che fungono da ornamento. Attraverso il portone si accede ad un ampio cortile interno intorno al quale sono distribuiti grandi stanzoni adibiti a fienili, scuderie, legnaia, cucine, officine, botteghe artigianali, forno e deposito d'armi. Sul lato destro è addossato uno scalone che conduce ai piani superiori occupati dagli alloggi degli ospiti e dalle stanze del feudatario. L'attuale denominazione si deve alle ultime famiglie che lo hanno abitato.

#### Torri costiere di avvistamento

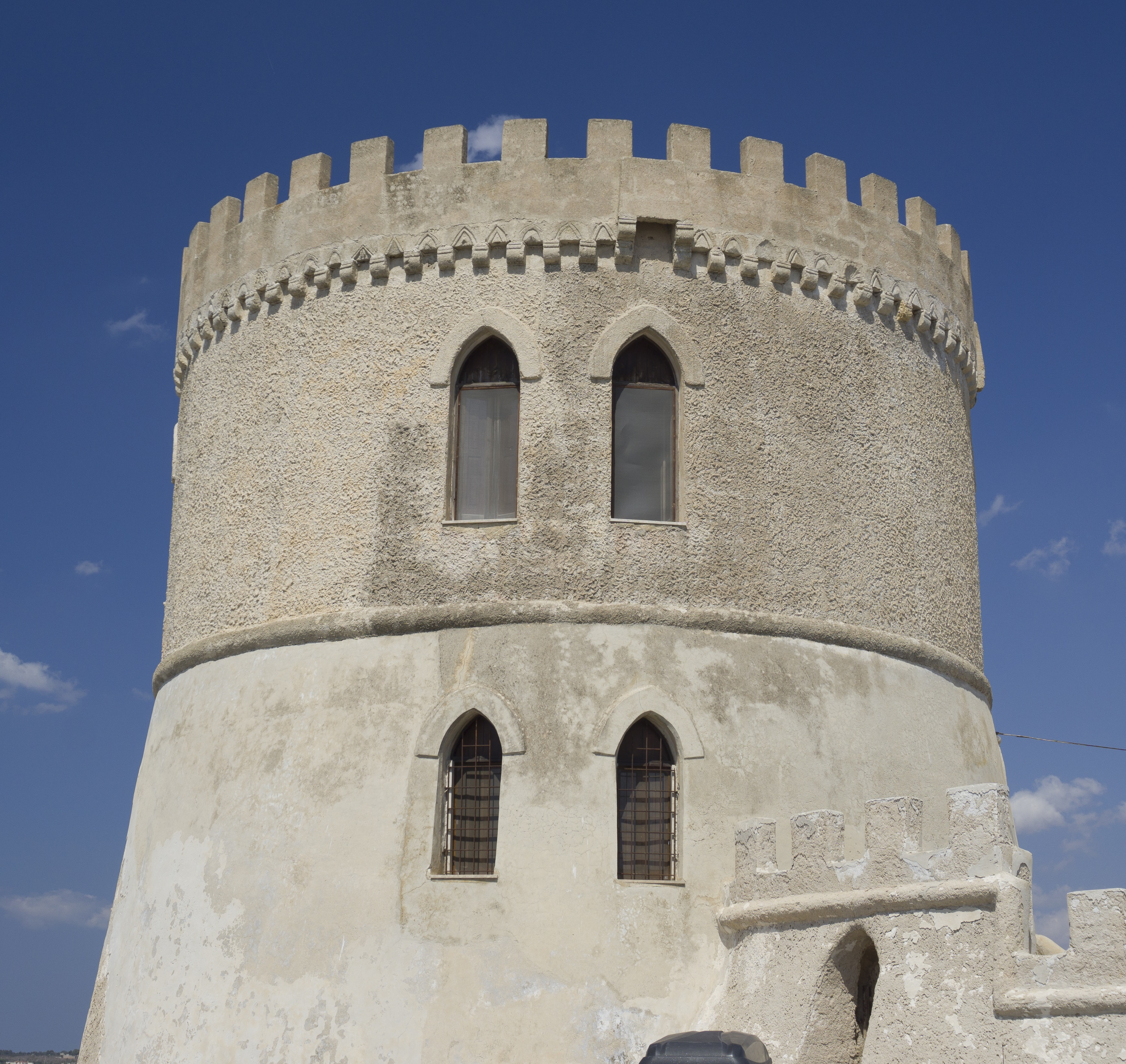
Torre Vado

Torre Vado è una delle numerose torri di avvistamento costiere fatte costruire nel XVI secolo da Carlo V d'Asburgo per difendere il territorio salentino dalle invasioni dei pirati saraceni. La torre di guardia si trova sulla costa a pochi metri dal mare ed è circondata da edifici costruiti in epoche più recenti. Per la sua vicinanza con il centro abitato di Salve era stata adibita a torre cavallara, cioè era dotata di un messaggero a cavallo che in caso di pericolo partiva per avvertire i paesi dell'entroterra.

La torre, a base circolare, si sviluppa su due piani e presenta finestre e feritoie nella parte superiore. È servita da una scala di accesso interna.
Con il disarmo delle torri costiere, avvenuto intorno al 1846 su disposizione di Ferdinando II sovrano delle Due Sicilie, la torre è stata adibita a stazione di controllo doganale. Nel 1930 venne acquistata da privati e poi restaurata nel 1935.

## Società

### Evoluzione demografica
Abitanti censiti

### Etnie e minoranze straniere
Al 31 dicembre 2017 a Morciano di Leuca risultano residenti 80 cittadini stranieri. La nazionalità principale è:
- Romania - 49

### Lingua e dialetti
Il dialetto parlato a Morciano di Leuca è il dialetto salentino nella sua variante meridionale. Il dialetto salentino, appartenente alla famiglia delle lingue romanze e classificato nel gruppo meridionale estremo, si presenta carico di influenze riconducibili alle dominazioni e ai popoli stabilitisi in questi territori nei secoli: messapi, greci, romani, bizantini, longobardi, normanni, albanesi, francesi, spagnoli.

## Cultura

### Istruzione

#### Biblioteche
- Biblioteca Comunale del Centro interesse giovanile CIG.

#### Scuole
Nel comune vi sono due scuole dell'infanzia, una scuola primaria e una scuola secondaria di primo grado.

### Eventi
- Festa di San Giovanni Elemosiniere
  - Periodo: 23 gennaio e ultima decade di luglio
- Carnevale
  - Periodo: febbraio o marzo
- Sagra de li Diavulicchi
  - Periodo: prima decade di agosto
- Fiera di Santa Lucia
  - Periodo: 13 dicembre

## Economia
L'economia di Morciano è storicamente legata all'agricoltura e, anche se non è più la fonte principale di reddito, il settore dell'ulivo finalizzato alla produzione di olio d'oliva rimane importante. In ambito regionale si converte gradualmente verso attività legate a piccole imprese, iniziative commerciali e turismo; quest'ultimo è  localizzato nella sottile fascia costiera ed è limitato solitamente al periodo estivo.

## Infrastrutture e trasporti

### Strade
I collegamenti stradali principali sono rappresentati da:
- Strada statale 101 (Gallipoli – Lecce)
- Strada statale 274 (Santa Maria di Leuca – Gallipoli)

Il centro è anche raggiungibile dalle strade provinciali interne: SP190 Torre Vado-Morciano di Leuca-Barbarano del Capo-Montesardo, SP326 Morciano di Leuca-Litoranea SP214, SP351 Salve-Morciano di Leuca-Patù.

### Ferrovie
Il comune è servito da una stazione ferroviaria, situata nella frazione di Barbarano del Capo, posta sulla linea Novoli-Gagliano del Capo delle Ferrovie del Sud Est.

## Amministrazione
Di seguito è presentata una tabella relativa alle amministrazioni che si sono succedute in questo comune.
| Periodo        | Periodo         | Primo cittadino       | Partito                                 | Carica  | Note   |
| -------------- | --------------- | --------------------- | --------------------------------------- | ------- | ------ |
| 31 maggio 1985 | 29 maggio 1990  | Cesare Angelo Daquino | lista civica                            | Sindaco | [ 10 ] |
| 29 maggio 1990 | 24 aprile 1995  | Cesare Angelo Daquino | lista civica                            | Sindaco | [ 10 ] |
| 24 aprile 1995 | 14 giugno 1999  | Giovanni Pisanò       | centro-sinistra                         | Sindaco | [ 10 ] |
| 14 giugno 1999 | 14 giugno 2004  | Giovanni Pisanò       | lista civica                            | Sindaco | [ 10 ] |
| 15 giugno 2004 | 8 giugno 2009   | Giuseppe Picci        | lista civica                            | Sindaco | [ 10 ] |
| 8 giugno 2009  | 6 novembre 2013 | Giuseppe Picci        | lista civica                            | Sindaco | [ 10 ] |
| 25 maggio 2014 | 25 maggio 2019  | Luca Durante          | lista civica: Avanti uniti per Morciano | Sindaco | [ 10 ] |
| 26 maggio 2019 | in carica       | Lorenzo Ricchiuti     | lista civica: Avanti uniti per Morciano | Sindaco | [ 10 ] |